# Schauinslandweg
DerSchauinslandweg ist ein Premiumwanderweg im Saarland. Seinen Namen erhielt er von einem Höhenrücken, der zwischen den Orten Wiebelskirchen und Hangard (Neunkirchen) liegt und Teil des Blies-Oster-Rückens ist. Der Wanderweg führt über diesen Naturraum, der zum Saar-Nahe-Bergland gehört.

## Beschreibung
Der Schauinslandweg beginnt am idyllisch gelegenen Randsbachweiher des Angelsportvereines Wiebelskirchen. Der Weg führt am Weiher vorbei durch eine Wiese, und man erreicht eine asphaltierte Straße. An dieser Straße wendet man sich nach rechts und biegt nach einigen Metern einem Feldweg folgend ab. Es geht nun bergan, wobei sich der Weg bald nach links wendet und der erste Aussichtspunkt erreicht wird. Durch die Wiesen gehend, passiert der Wanderer den Hiemsbrunnen und kann an der Hiemshütte des Wandervereines Wiebelskirchen rasten. Der Weg steigt, durch Wiesen führend, weiter an und erreicht den Schauinsland, nach welchem der Weg benannt ist. Nach diesem Aussichtspunkt geht es weiter über die Wiesen zum Steinbacher Berg, und man trifft auf einen Landwirtschaftsweg, dem man bergab folgt. Nach etwa 200 Metern wendet sich der Weg nach links, wobei man einen herrlichen Ausblick auf den Neunkircher Stadtteil Hangard genießen kann. Kurz nach dem Rohner Brunnen gelangt man erneut auf einen Landwirtschaftsweg. Hier geht man nach rechts, wobei man nach einem halben Kilometer nach links in einen Feldweg einbiegt. Oberhalb des Tales der Oster (Blies) wird der Weg immer schmaler, und man erreicht nach einem Kilometer einen Rastplatz an einem Steinbruch und kurz darauf einen historischen Grenzstein aus dem Jahre 1763. Nun geht es einen Pfad bergab bis zur Schlucht des Kerbacher Loches. Hier trifft der Schauinslandweg auf den Steinbachpfad, und beide Wege verlaufen bis zur Schutzhütte der Freizeitanlage Kerbacher Loch identisch. Der Weg führt dann bergan in den Wald, wo er nach 300 Metern erneut auf den Steinbachpfad trifft. Links weitergehend läuft man eben weiter, und der Steinbachpfad wendet sich nach rechts, während der Wanderer des Schauinslandweges geradeaus geht und den Waldrand erreicht. Hier hat man einen schönen Blick auf den Höcherberg und erreicht, den Waldrand bergan gehend, den Panoramaturm Betzelhübel. Nun gehen der Schauinslandweg und der Steinbachpfad ein letztes Mal ineinander über, und der Weg führt oberhalb der Stadt Ottweiler durch Streuobstwiesen. Dann zweigt der Schauinslandweg nach rechts ab und führt steil bergab zur Fischerhütte des ASV Hangard am Fischweiher Leimersbrunnen. Von dort geht es, einem kleinen Pfad folgend, den Weg wieder bergan, bis man über eine Wiese den letzten Höhepunkt des Weges erreicht, die Hiemsklamm. Hier quert man zweimal die Schlucht und kann an der Hiemshütte einkehren. Am Ende der Schlucht erreicht man einen Landwirtschaftsweg und gelangt nach etwa 400 Metern zum Waldhotel im Humesweg, wo man wieder über die Wiese zum Randsbachweiher des Angelsportvereins Wiebelskirchen gelangt und mit dem Parkplatz den Zielpunkt der Wanderung erreicht.

## Sehenswürdigkeiten
- die beiden Kerbschluchten Hiemsklamm und Kerbacher Loch
- die beiden Weiheranlagen mit den bewirtschafteten Hütten
- Panoramaturm Betzelhübel
- Streuobstwiesen